# Massimo Dapporto
Massimo Dapporto (Milano, 8 agosto 1945) è un attore, doppiatore e dialoghista italiano.

## Biografia
Primogenito del noto attore teatrale Carlo Dapporto, ha seguito le orme paterne formandosi presso l'Accademia d'arte drammatica "Silvio D'Amico" per poi dedicarsi prima al teatro e, poi, al cinema (debuttando nel film del 1974 Il trafficone) e fiction TV.
Nel 1987 ha interpretato il tenente Fili dell'Esercito Italiano nel film di grande successo Soldati - 365 all'alba di Marco Risi, con Claudio Amendola e Ivo Garrani. Nel 1988 è nel cast del film diretto da Francesca Archibugi Mignon è partita, con Stefania Sandrelli. Nel 1996 recita nel film Celluloide, con Giancarlo Giannini e Massimo Ghini, per la regia di Carlo Lizzani.

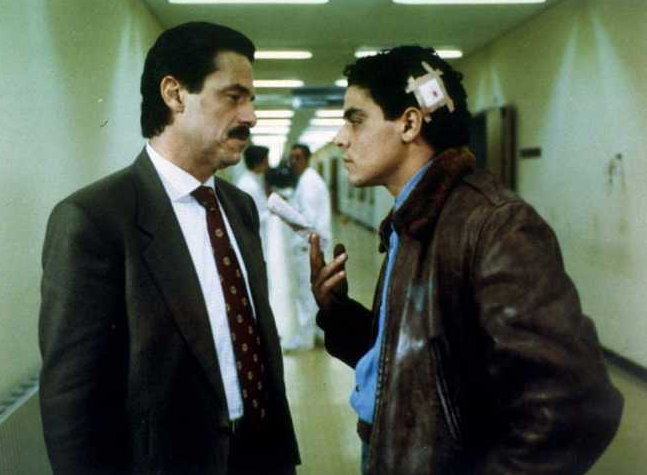
Scena del film Ultimo respiro insieme a Francesco Benigno

Lavora anche nelle fiction, interpretando il dott. Magri in Amico mio del 1993 e 1998, mentre nel 1997 è stato protagonista delle serie TV Un prete tra noi e Casa famiglia, interpretando don Marco, con Giovanna Ralli nella prima; nel 2002 è protagonista della fiction Mediaset Il commissario, per la regia di Alessandro Capone, anticipata dalla miniserie Per amore per vendetta; è Claudius nella fiction TV storica del 2004 Imperium: Nerone, con Laura Morante. Nel 2006 ha interpretato il giudice Giovanni Falcone nel film TV di Rai Uno Giovanni Falcone - L'uomo che sfidò Cosa Nostra, diretto da Andrea Frazzi, in cui ha recitato a fianco di Elena Sofia Ricci. Per questa interpretazione riceve una candidatura al premio Emmy.
Nella stagione televisiva 2007-2008 è il protagonista di Distretto di Polizia 7, nel ruolo del commissario di Polizia Marcello Fontana, per la regia Alessandro Capone e di suo figlio Davide Dapporto. Ha anche avuto esperienze come doppiatore, prestando la propria voce dapprima al personaggio di Tim Curry nel film Mamma, ho riperso l'aereo: mi sono smarrito a New York del 1992 e, in seguito, al personaggio di Buzz Lightyear nei film Disney: Toy Story - Il mondo dei giocattoli, Toy Story 2 - Woody e Buzz alla riscossa, Toy Story 3 - La grande fuga e Toy Story 4. Nei cartoni animati ha dato la voce a Buzz nella serie Buzz Lightyear da Comando Stellare.
Nel 2011 è protagonista dello spettacolo teatrale La Verità, con Antonella Elia, regia di Maurizio Nichetti. Sempre nel 2011 recita nel cortometraggio Il Sospetto, diretto da Giovanni Meola e nel 2012 nella fiction Il generale dei briganti di Paolo Poeti, dedicata alla vita del brigante lucano Carmine Crocco.
Nel 2015 recita con Tullio Solenghi nello spettacolo Quei due - staircase, prodotto da Angelo Tumminelli e diretto da Roberto Valerio, rappresentato nei maggiori teatri italiani.
Si considera cattolico anche se crede alla reincarnazione.

## Filmografia

### Cinema
- Il trafficone, regia di Bruno Corbucci (1974)
- Signore e signori, buonanotte, registi vari (1976) – non accreditato
- Nerone, regia di Mario Castellacci e Pier Francesco Pingitore (1976)
- Sbirro, la tua legge è lenta... la mia no!, regia di Stelvio Massi (1979)
- Soldati - 365 all'alba, regia di Marco Risi (1987)
- Il mistero del panino assassino, regia di Giancarlo Soldi (1987) – video
- Tenerezza, regia di Enzo Milioni (1987)
- La famiglia, regia di Ettore Scola (1987)
- Mignon è partita, regia di Francesca Archibugi (1988)
- Disamistade, regia di Gianfranco Cabiddu (1989)
- Venezia rosso sangue (Rouge Venise), regia di Étienne Périer (1989)
- Tre colonne in cronaca, regia di Carlo Vanzina (1990)
- L'alba, regia di Francesco Maselli (1990)
- Tracce di vita amorosa, regia di Peter Del Monte (1990)
- Ma non per sempre, regia di Marzio Casa (1991)
- Una storia semplice, regia di Emidio Greco (1991)
- Ultimo respiro, regia di Felice Farina (1992)
- Per non dimenticare, regia di Massimo Martelli (1992)
- Segreto di stato, regia di Giuseppe Ferrara (1995)
- Marciando nel buio, regia di Massimo Spano (1996)
- Celluloide, regia di Carlo Lizzani (1996)
- Anni ribelli, regia di Rosalía Polizzi (1996)
- Con rabbia e con amore, regia di Alfredo Angeli (1997)
- L'apparenza, regia di Davide Dapporto – cortometraggio (2003)
- Nicola, lì dove sorge il sole, regia di Vito Giuss Potenza (2006)
- Pappo e Bucco, regia di Antonio Losito (2021) – cortometraggio
- Un marziano di nome Ennio, regia di Davide Cavuti (2021)
- I cassamortari, regia di Claudio Amendola (2022)
- Ari - Cassamortari, regia di Claudio Amendola (2024)

### Televisione
- All'ultimo minuto 3 – serie TV (1973)
- Nucleo centrale investigativo, regia di Vittorio Armentano (1974)
- Sarti Antonio brigadiere, regia di Pino Passalacqua – miniserie TV (1978)
- Il mercante di Venezia, regia di Gianfranco De Bosio – film TV (1979)
- Anna Kuliscioff, regia di Roberto Guicciardini (1981)
- Storia d'amore e d'amicizia, regia di Franco Rossi – miniserie TV (1982)
- Uno + uno, regia di Biagio Proietti (1983)
- Io e il duce, regia di Alberto Negrin – miniserie TV (1985)
- Il boss, regia di Silverio Blasi (1986)
- Diventerò padre, regia di Gianfranco Albano (1987)
- Come una mamma, regia di Vittorio Sindoni – miniserie TV (1990)
- Non siamo soli, regia di Paolo Poeti – miniserie TV (1991)
- Amico mio – serie TV (1993-1998)
- Una bambina di troppo, regia di Damiano Damiani – film TV (1995)
- Mio padre è innocente, regia di Vincenzo Verdecchi – miniserie TV (1997)
- Un prete tra noi – serie TV (1997-1999)
- Mio figlio ha 70 anni, regia di Giorgio Capitani – miniserie TV (1999)
- Ciao professore – serie TV (1999)
- Per amore per vendetta, regia di Mario Caiano – miniserie TV (2001)
- Casa famiglia – serie TV (2001-2003)
- Il commissario – serie TV (2002)
- Nerone, regia di Paul Marcus – miniserie TV (2004)
- Giovanni Falcone - L'uomo che sfidò Cosa Nostra, regia di Andrea e Antonio Frazzi – miniserie TV (2006)
- Distretto di Polizia 7 – serie TV (2007)
- Il generale dei briganti, regia di Paolo Poeti – miniserie TV (2012)
- Mister Ignis - L'operaio che fondò un impero, regia di Luciano Manuzzi – miniserie TV (2013)
- Luisa Spagnoli, regia di Lodovico Gasparini – miniserie TV (2016)
- Alfredino - Una storia italiana, regia di Marco Pontecorvo – miniserie TV (2021)
- Un'estate fa, regia di Davide Marengo e Marta Savina – miniserie TV (2023)
- Fragili, regia di Raffaele Mertes – miniserie TV (2024-2025)

## Doppiatori italiani
- Romano Ghini in Il trafficone

## Doppiaggio

### Film
- Pierre Arditi in Mélo, La piccola apocalisse, Smoking/No Smoking
- Tim Curry in Mamma, ho riperso l'aereo: mi sono smarrito a New York
- Michael Keaton in Night Shift - Turno di notte
- John Goodman in Monuments Men
- Dick Shawn in A servizio ereditiera offresi
- Joe Mantegna in Off Key
- Patrick Stewart in Pazzi a Beverly Hills
- Ben Cross in La bottega dell'orefice
- Oleg Stefan in The Good Shepherd - L'ombra del potere
- Calvin Levels in Tutto quella notte
- Clive Revill in Il mistero del dinosauro scomparso
- Eric Idle in Il giro del mondo in 80 giorni
- Cheech Marin in Cheech & Chong sempre più fumati
- Edmund MacDonald in Ciao amici! (ridoppiaggio)
- James Finlayson in Allegri eroi (ridoppiaggio)
- José Elías Moreno in Anche i ricchi piangono
- Ken Jenkins in Air America
- Wolfgang Preiss in Canaris
- Jerry Lewis in Il Cenerentolo (ridoppiaggio)
- Bob Hope in La principessa di Bali (ridoppiaggio)

### Film d'animazione
- Buzz Lightyear in Toy Story - Il mondo dei giocattoli, Toy Story 2 - Woody e Buzz alla riscossa, Toy Story 3 - La grande fuga, Buzz Lightyear da Comando Stellare - Si parte!, Ralph spacca Internet e Toy Story 4
- Falso Buzz in Toy Story 2 - Woody e Buzz alla riscossa
- Lucky LoRatto in Fievel sbarca in America
- Auto Buzz in Cars - Motori ruggenti
- Bravehart in Il principe dei dinosauri
- Pilù in Pilù l'orsacchiotto col sorriso all'ingiù

### Serie televisive
- William Christopher in M*A*S*H (parte degli episodi delle stagioni 1-3)
- Charles Siebert in Trapper John
- Don Mitchell in Ironside
- Alex Karras in Webster
- Edward Asner in Thunder Alley
- Richard Moll in Giudice di notte
- Tim Thomerson in Angie
- Sam Melville in I nuovi Rookies
- Christian Quadflieg in Il medico di campagna
- Patrick Raynal in Poliziotti d'Europa
- Charles Muhammed Huber in Il commissario Kress
- Jerry Lewis in Jerry Lewis Show, Ciao Jerry (documentario in 6 puntate)
- José Luis Duval in Gli anni felici
- Miguel Alcántara in Leonela
- Tomás Henríquez in Marta
- Jorge Emilio Salazar in Vittorino
- José Alonso in Colorina

### Cartoni animati
- Shaggy Rogers (2ª voce) in Scooby-Doo! Dove sei tu?
- Isidoro in Isidoro
- Capitan Cavey in Capitan Cavey e le Teen Angels e Risate con i Flintstones
- Gus Holiday in S.P.Q.R. - Sembrano Proprio Quasi Romani
- Dupont in Le avventure di Tintin (2ª serie, 1ª ediz.)
- Mister Smith in Le avventure di Lupin III
- Ylly (1ª voce) in Astro Robot contatto Ypsilon
- Elmetto di Ferro in Mazinga Z
- Dazan in UFO Diapolon - Guerriero spaziale
- Buzz Lightyear in Buzz Lightyear da Comando Stellare
- Don Coyote in Don Coyote e Sancho Panda
- Il Cacciatore in Le avventure di re Leonardo
- Titano in Stingray
- Dumbmate in Crazylegs Crane
- Pit Pit in The Bluffers
- Caesar in Scruffy
- Roger in Candy Candy
- Guardia bassa dell'alveare in L'ape Maia
- Re degli Gnomi in Il mago di Oz
- Dodo in Temple e Tamtam
- Ingegner Sasaki in Grand Prix e il campionissimo
- Michiru in Blue Noah
- Ken in Guyslugger

### Videogiochi
- Buzz Lightyear in Toy Story 2: Woody e Buzz alla riscossa!, Toy Story Racer, Toy Story Mania!, Toy Story 3: Il videogioco e Disney Infinity[3]

## Prosa radiofonica Rai
- L'Annaspo di Raffaele Orlando, regia di Vittorio Melloni (1975)
- Gaby e il cavallo di Manlio Cancogni, regia di Gilberto Visintin, trasmesso il 6 gennaio 1976.

## Riconoscimenti
- David di Donatello
  - 1989 – Miglior attore non protagonista per Mignon è partita
- Ciak d'oro
  - 1987 – Migliore attore non protagonista per La famiglia[4]

### Altri premi
- 2021 – Premio Giornata mondiale del cinema italiano presso la Camera dei deputati per l'interpretazione di Ennio Flaiano nel film Un marziano di nome Ennio di Davide Cavuti[5]